# Zola undata
Zola undata là một loài bướm đêm trong họ Geometridae.